# Вокзал Оберхаузен
О́берхаузенский вокза́л (нем. Oberhausen Hauptbahnhof) — главный железнодорожный вокзал в городе Оберхаузен (федеральная земля Северный Рейн-Вестфалия). Здание вокзала расположено на площади Willy-Brandt-Platz в районе Альт-Оберхаузен. Оберхаузенский вокзал является важной узловой станцией в железнодорожном пассажирском сообщении Рурской области. По немецкой системе классификации вокзал Оберхаузена относится к категории 2.
Вокзал Оберхаузена — это тематический пункт регионального проекта «Путь индустриальной культуры» Рурского региона.

## История

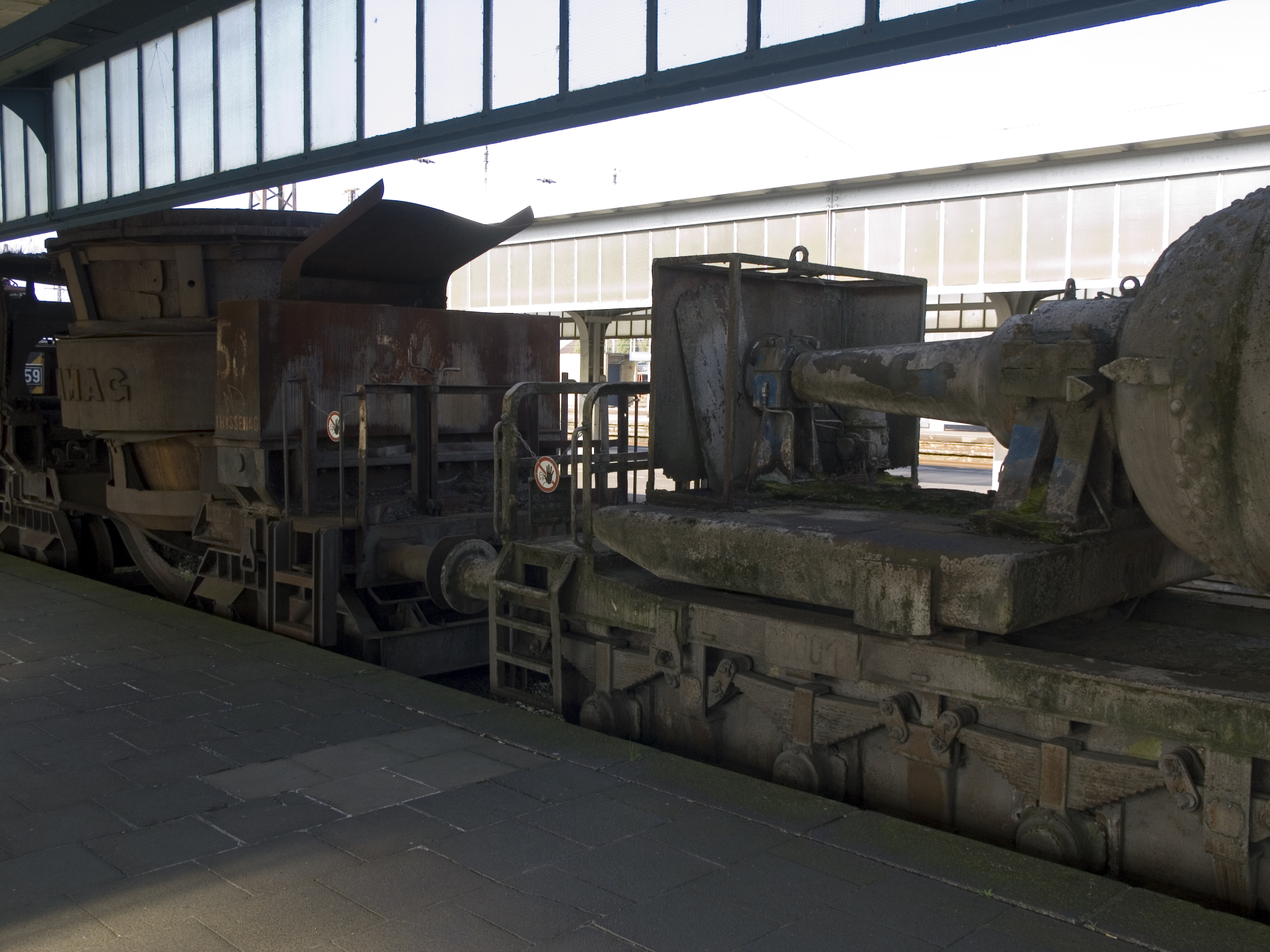
Один из экспонатов на музейной платформе

Вокзал был открыт в 15 мая 1847 года как станция железнодорожного участка Кёльн-Минден. Поскольку город Оберхаузен тогда ещё не существовал, то станция получила название «Берге-Борбек» (не путать со станцией «Эссен-Борбек», расположенной в районе Борбек города Эссен и открытой в 1846 году).

Первое здание вокзала было простым фахверковым зданием, однако, бурный рост промышленности в районе современного Оберхаузена обусловил необходимость строительства нового современного вокзала, который и был открыт в 1854 году. До 80-х годов XIX века вокзал Оберхаузена оставался одним из важнейших железнодорожных узлов Рурского региона, что обусловило открытие в 1888 году нового здания вокзала, которое прослужит до 1930 года.

В 1930 году начинается строительство современного здания в стиле модернизма. Проект здания выполнил архитектор из Оберхаузена Швингель. В ходе второй мировой войны во время многочисленных бомбардировок союзнической авиации здание выдержало несколько прямых бомбовых попаданий, но было при этом сильно разрушено. Полное восстановление вокзала было окончено только в 1954 году.

В рамках подготовки к международной строительной выставке «IBA Emscher Park» комплекс оберхаузенского вокзала был модернизирован. Кроме работ по изменению дизайна здания была также изменена и инженерная инфраструктура. Количество путей было уменьшено с 14 до 10. Пешеходный тоннель под путями был расширен и получил второй выход на улицу Hansaastraße. На площади перед вокзалом был создан трамвайно-автобусный терминал. На 5-м пути была создана, т. н. «Музейная платформа», которая является филиалом Индустриального музея Рейнского региона, открытого в 1997 году.

## Движение поездов по станции Оберхаузен

### CNL
| Линия     | Название      | Маршрут | Маршрут |
| --------- | ------------- | --- | --- |
| CNL 401   | «Apus»        | Амстердам — Утрехт — Арнем — Оберхаузен — Дуйсбург — Кёльн — Кобленц — Франкфурт-на-Майне -                                      | Карлсруэ — Лугано — Кьяссо — Милан                                                                                               |
| CNL 40401 | «Eridanus»    | Амстердам — Утрехт — Арнем — Оберхаузен — Дуйсбург — Кёльн — Кобленц — Франкфурт-на-Майне -                                      | Регенсбург — Пассау — Линц — Вена                                                                                                |
| EN 447    | «Jan Kiepura» | Амстердам — Утрехт — Арнем — Оберхаузен — Дуйсбург — Кёльн — Дортмунд — Билефельд — Берлин — Варшава (и далее на Минск и Москву) | Амстердам — Утрехт — Арнем — Оберхаузен — Дуйсбург — Кёльн — Дортмунд — Билефельд — Берлин — Варшава (и далее на Минск и Москву) |
| CNL 457   | «Kopernikus»  | Амстердам — Утрехт — Арнем — Оберхаузен — Дуйсбург — Кёльн — Дортмунд — Билефельд -                                              | Берлин — Дрезден — Прага |
| CNL 40447 | «Borealis»    | Амстердам — Утрехт — Арнем — Оберхаузен — Дуйсбург — Кёльн — Дортмунд — Билефельд -                                              | Гамбург — Фленсбург — Копенгаген                                                                                                 |
| CNL 419   | «Pollux»      | Амстердам — Утрехт — Арнем — Оберхаузен — Дуйсбург — Кёльн — Кобленц -                                                           | Штутгарт — Мюнхен — Куфштайн — Инсбрук                                                                                           |
| CNL 40419 | «Pegasus»     | Амстердам — Утрехт — Арнем — Оберхаузен — Дуйсбург — Кёльн — Кобленц -                                                           | Карлсруэ — Базель — Цюрих — Тун — Бриг                                                                                           |

### ICиICE
| Линия  | Название        | Маршрут |
| ------ | --------------- | --- |
| ICE 78 | «International» | Амстердам — Оберхаузен — Дуйсбург — Дюссельдорф — Кёльн–Мессе/Дойц — Кёльн — Франкфурт-на-Майне — Мангейм — Оффенбург — Базель                                                   |
| IC 35  |                 | Мюнстер — Реклингхаузен — Ванне-Айкель — Гельзенкирхен — Оберхаузен — Дуйсбург — Аэропорт (Дюссельдорф) — Дюссельдорф — Кёльн — Кобленц — Люксембург                             |
| IC 35  | «Bodensee»      | Эмден -Лер — Мюнстер — Дортмунд — Оберхаузен — Дуйсбург — Аэропорт (Дюссельдорф) — Дюссельдорф — Кёльн — Кобленц — Мангейм — Оффенбург — Констанц — Файхинген-на-Энце — Штутгарт |
| IC 32  | «Wörthersee»    | Мюнстер — Оберхаузен — Дуйсбург — Дюссельдорф — Кёльн — Кобленц — Мангейм — Штутгарт — Мюнхен — Зальцбург — Филлах — Клагенфурт                                                  |
| D-Zug  |                 | Дортмунд — Гельзенкирхен — Оберхаузен — Дуйсбург — Дюссельдорф — Кёльн — Бонн — Кобленц — Трир                                                                                   |

### RE,RBиS-Bahn
| Линия | Название                | Маршрут |
| ----- | ----------------------- | --- |
| RE 3  | «Rhein-Emscher-Express» | Хамм — Камен — Дортмунд — Кастроп-Рауксель — Херне — Ванне-Айкель — Гельзенкирхен — Оберхаузен — Дуйсбург — Аэропорт (Дюссельдорф) — Дюссельдорф |
| RE 5  | «Rhein-Express»         | Эммерих-на-Рейне — Везель — Динслакен — Оберхаузен — Дуйсбург — Аэропорт (Дюссельдорф) — Дюссельдорф — Кёльн–Мессе/Дойц — Кёльн — Бонн — Кобленц |
| RB 33 | «Rhein-Niers-Bahn»      | Везель — Динслакен — Оберхаузен — Дуйсбург — Рейнхаузен — Крефельд — Фирзен — Мёнхенгладбах                                                      |
| RB 35 | «Der Weseler»           | Эммерих-на-Рейне — Везель — Динслакен — Оберхаузен — Дуйсбург — Аэропорт (Дюссельдорф) — Дюссельдорф — Кёльн                                     |
| RB 36 | «Ruhrort-Bahn»          | Оберхаузен — Дуйсбург-Майдерих — Дуйсбург-Рурорт                                                                                                 |
| RB 44 | «Der Dorstener»         | Дорстен — Гладбек — Ботроп — Оберхаузен |
| S2    | S-Bahn Rhein-Ruhr       | Дортмунд — Кастроп-Рауксель — Херне — Ванне-Айкель — Гельзенкирхен — Оберхаузен — Дуйсбург                                                       |
| S3    | S-Bahn Rhein-Ruhr       | Оберхаузен — Мюльхайм-на-Руре — Эссен — Хаттинген                                                                                                |